# Arlberg-Express (1948)
Arlberg-Express ist ein österreichischer Abenteuerfilm aus dem Jahre 1948 und basiert auf einem Drehbuch von Curt Johannes Braun.

## Handlung
Der Film beschreibt die Geschichte von Hans Leitner, der nach dreijähriger Kriegsgefangenschaft 1948 nach Wien zurückkehrt. Der Musiker kann im Nachkriegswien keine Arbeit finden. Ein aus einem Zug abgeworfener Koffer voller Juwelen verstrickt Leitner in kriminelle Machenschaften einer Schieberbande. Mit Hilfe der jungen Christl, in die Leitner sich verliebt, kann er mit dem Arlberg-Express über die rettende Grenze in die Schweiz fliehen.